# Galina Michiejewa
Galina Michiejewa, ros. Галина Михеева (ur. 21 października 1962) – rosyjska lekkoatletka specjalizująca się w biegach sprinterskich. W czasie swojej kariery reprezentowała Związek Socjalistycznych Republik Radzieckich.
Największy sukces na arenie międzynarodowej odniosła w 1979 r. w Bydgoszczy, zdobywając srebrny medal mistrzostw Europy juniorek w biegu sztafetowym 4 x 100 metrów. Startowała również w finale biegu na 200 metrów, zajmując VII miejsce.